# Campeonato Sudamericano de Natación de 1952
El Campeonato Sudamericano de Natación de 1952 se celebró en Lima, Perú del 14 de marzo al 23 del mismo mes. El campeón general de la prueba fue Argentina Las pruebas se realizaron en la piscina municipal Nippon.

## Resultados

### Masculino
| Prueba          | Ganador                                               |
| --------------- | ----------------------------------------------------- |
| 200 m libre     | Pedro Galvao 2:14.14 RC, RS                           |
| 100 m espalda   | Ilo da Fonseca                                        |
| 200 m espalda   | Pedro Galvao 2:29.4 RC                                |
| 4 x 100 m libre | 4:01.4 RC Pedro Galvao Zwanck Cuardo Alfredo Yantorno |
| 4x200 m. libre  | 9:02.5 RC Pedro Galvao Zwanck Cuardo Alfredo Yantorno |

## Resultados de Polo acuático
| Evento    | Oro       | Plata   | Bronce |
| --------- | --------- | ------- | ------ |
| Masculino | Argentina | Uruguay | Brasil |